# Ordinariat militaire du Venezuela
L'ordinariat militaire du Venezuela (en espagnol : Ordinariato militar para Venezuela) est un ordinariat militaire de l'Église catholique du Venezuela directement soumis au Saint-Siège.

## Territoire
L'ordinariat a juridiction sur les fidèles catholiques des forces armées vénézuéliennes même s'ils se trouvent en dehors des frontières du pays. Le siège se trouve dans la ville de Caracas.

## Histoire
L'ordinariat militaire est érigé le 31 octobre 1995 par la constitution apostolique In ecclesia omnes du pape Jean-Paul II.

## Évêques
- Marcial Augusto Ramírez Ponce (11 février 1996 - 19 décembre 2000)
- José Hernán Sánchez Porras (19 décembre 2000 - 13 octobre 2014)
- Benito Adán Méndez Bracamonte depuis le 8 juin 2015